# Bulgwang (métro de Séoul)
Bulgwang (en coréen : 불광역) est une station correspondance entre la ligne 3 et la ligne 6 du métro de Séoul. Elle est située dans l'arrondissement d'Eunpyeong-gu à Séoul en Corée du Sud.

## Situation sur le réseau

Plan du réseau (2023)

## Histoire
La station Bulgwang de la ligne 3, est mise en service le 12 juillet 1985.
La station Bulgwang de la ligne 6, est mise en service le 15 décembre 2000, lors de l'ouverture à l'exploitation de la deuxième section, longue de 27 km, de la ligne 6 du métro de Séoul.

## Services aux voyageurs

### Desserte

#### Ligne 3

Installations L3
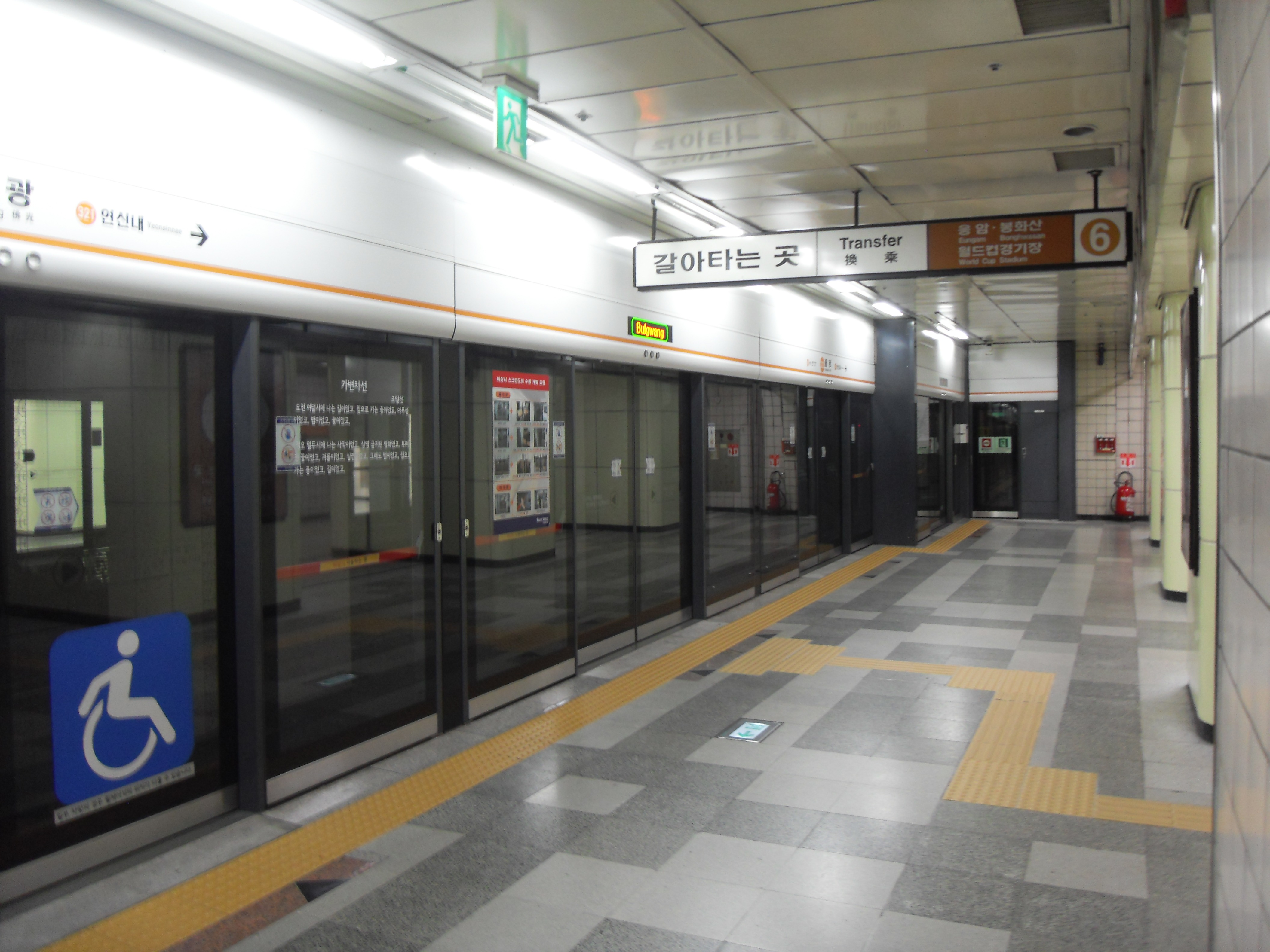
En 2011.
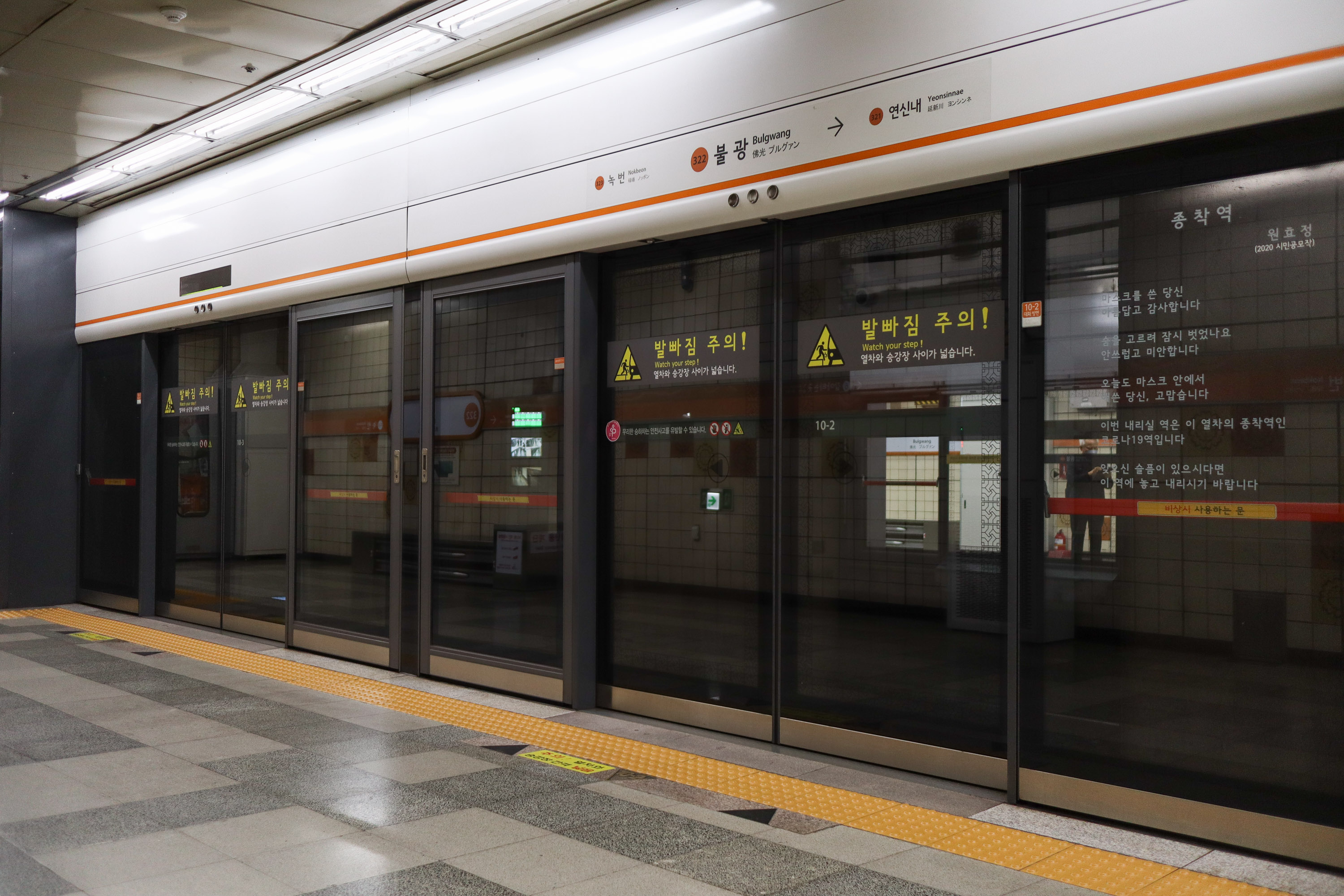
En 2022.

#### Ligne 6

Installations L6
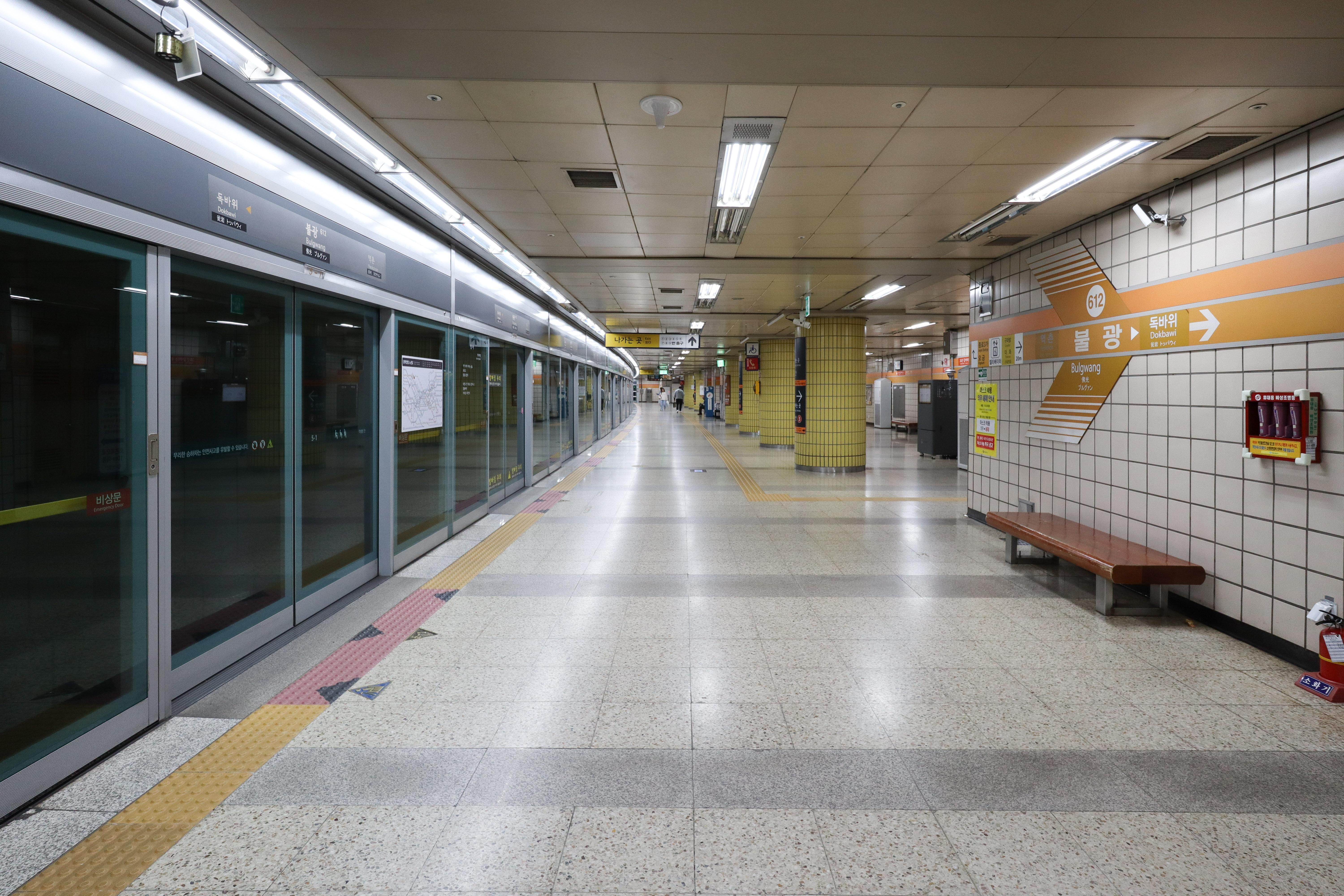
En 2023.
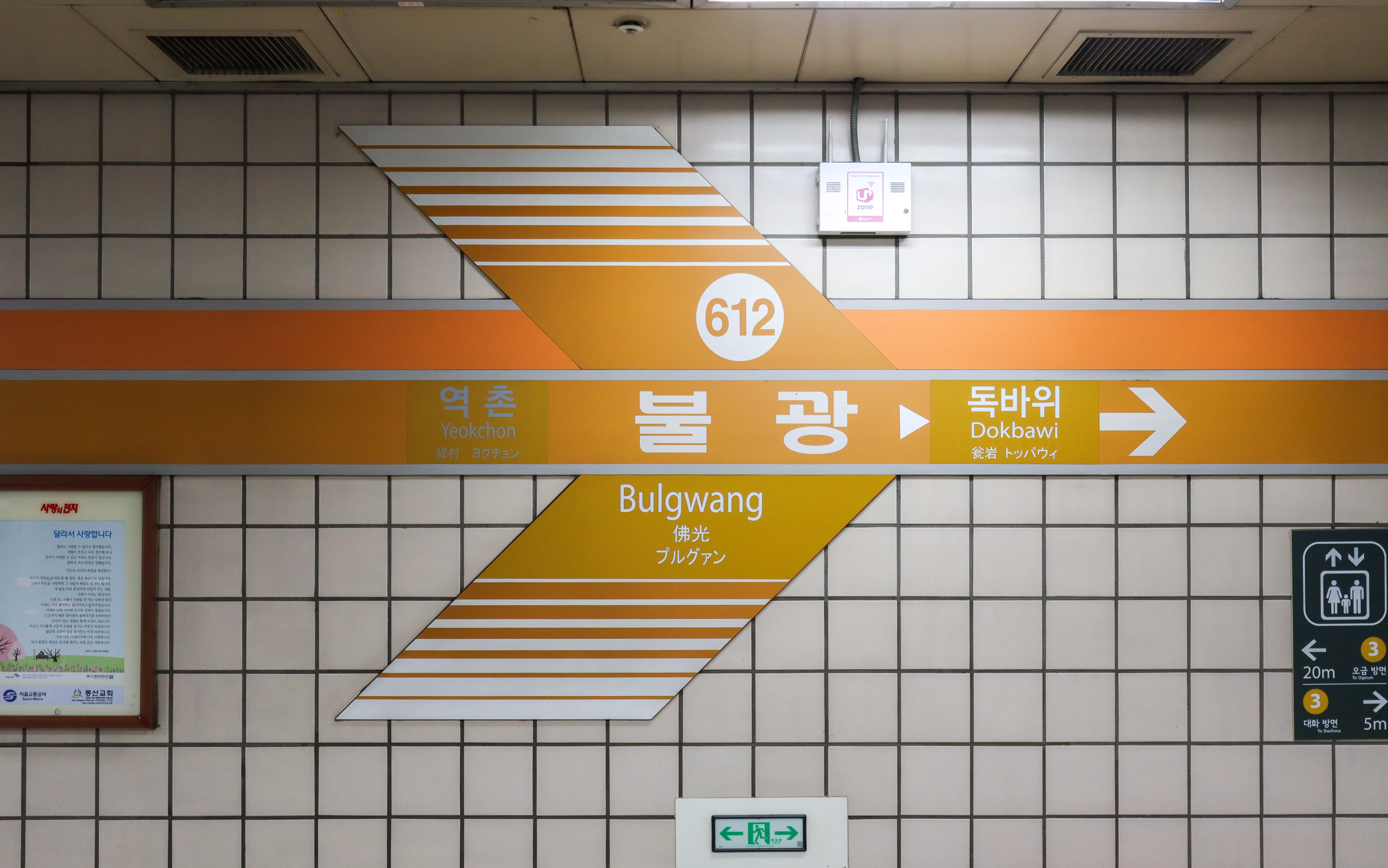
En 2023.
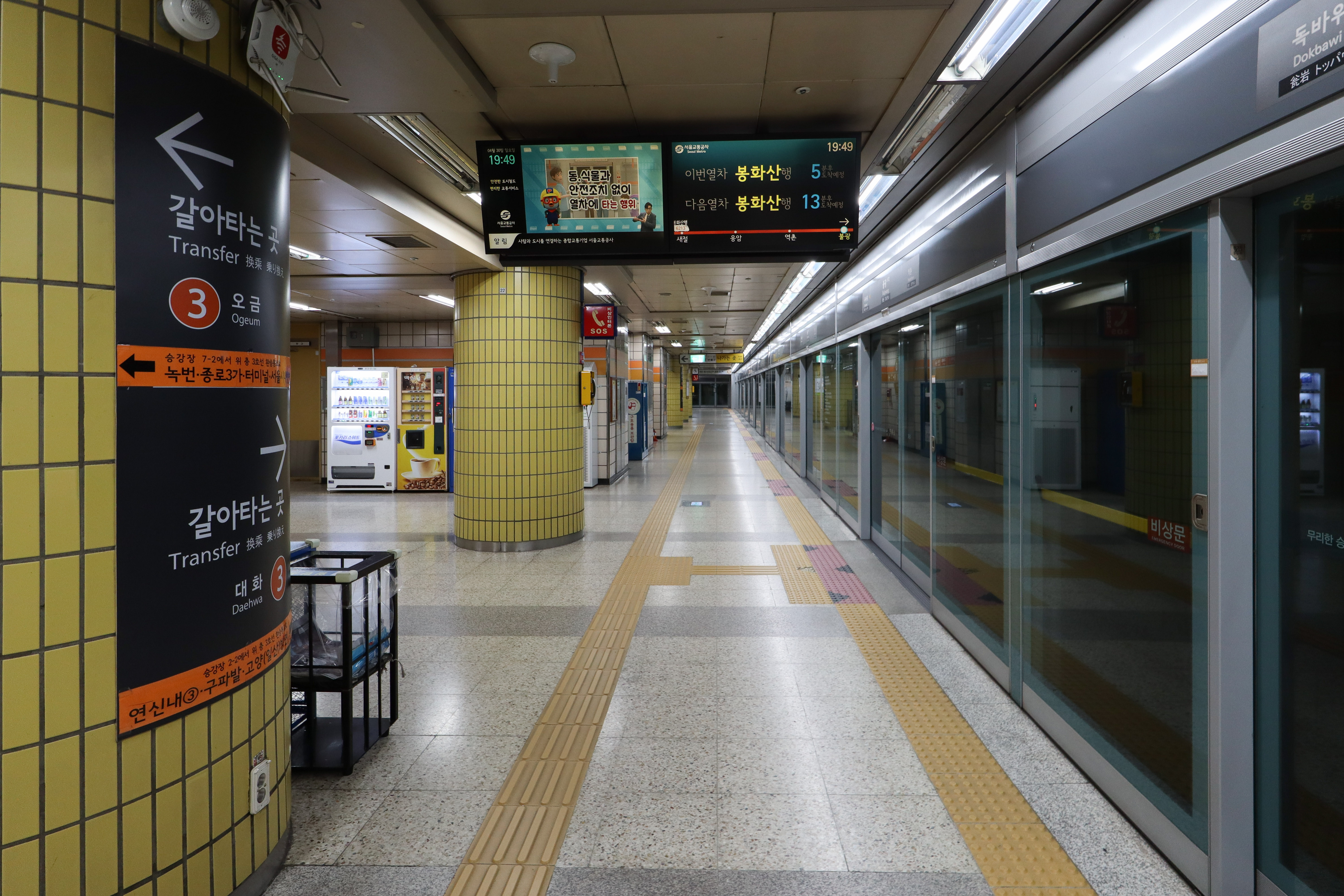
En 2023.